# تشيتاوة بر اشكفت (دشت روم)
تشيتاوة بر اشكفت (بالفارسية: چیتاوه پراشکفت) هي قرية تقع في إيران في قسم دشت روم الريفي. يقدر عدد سكانها بـ 30 نسمة بحسب إحصاء 2016.